# Діва Марія
Ді́ва Марі́я (арам. ܡܪܝܡ‎, Мі́рям; дав-євр. מרים, Мі́р'ям; грец. Μαρία, Марі́я; лат. María, Мэрі́а; араб. مريم‎, Ма́р'ям; 8 вересня 16 до н. е. — 15 серпня 57) — у християнстві мати Ісуса Христа (Лк. 1:26–56, Лк. 2:1–7, Мт. 1:16–25). Згадується у Новому Заповіті. Вшановується у християнстві. Одна з центральних постатей європейської та світової культури.

## Життєпис
Народилася у Єрусалимі, у єврейській родині, що походила з Назарету, Галілея (Мр. 1:9). Згідно із Святим Переданням була донькою святих Йоакима та Анни, нащадків ізраїльського царя Давида. За деякими християнськими віровченнями була зачата в непорочний спосіб, не зазнавши первородного гріха. Все життя була дівою (грец. παρθένος, parthénos). Деякий час мешкала в Єрусалимському храмі. Отримала благословенну звістку від ангела Гавриїла, що народить Ісуса Христа, якого зачала чудесним чином від Святого Духа. За декілька днів зустрілася зі своєю родичкою Єлисаветою й оповіла їй про чудо. На цей час була заручена з назаретським теслею Йосипом, який взяв її за дружину. Разом із чоловіком вирушила до Вифлиєму, де народила Ісуса Христа. Через переслідування юдейського царя Ірода I була змушена тікати з родиною до Єгипту. Супроводжувала Ісуса протягом його життя, була членом першої християнської церкви. Попрохала сина здійснити чудо на весіллі в Кані Галілейській — перше з чудес, що вчинив Спаситель. Була присутня на Розп'ятті, Вознесінні та П'ятидесятниці. Померла в Єрусалимі, похована в Гетсиманському саду. Християни вірять, що після Успіння Господь узяв Марію на Небеса й коронував королевою (царицею).
Марія займає головне місце в християнській традиції вшанування святих. Їй присвячена окрема галузь теологічних досліджень — маріологія. Марію величають Непорочною Дівою, Великою Святою, Богородицею, Царицею Небесною та іншими високими титулами. Їй приписують чудесні об'явлення та діяння після смерті. З Марією пов'язані багато християнських свят — Покрова, Параман, Непорочного Серця тощо, а також багата традиція іконопису та живопису. Молитва до Марії є однією з основних християнських молитов; їй присвячений розарій, антифони. Особливо Марію вшановують католики та православні. В ісламі Мар'ям (Марія) шанується як матір великого пророка Іси (Ісуса); їй присвячена одна з найдовших глав Корану. В юдейській літературі згадується суперечливо.
.

## Імена й титули
- Благословенна (грец. κεχαριτωμένη, kecharitomene; лат. Beata, Beatissima), або Благодаті повна (лат. Gratia plena) — загальнохристиянський титул; від перших слів Гавриїла під час Благовіщення.
- Богоро́диця (грец. Θεοτόκος) — титул Марії у візантійській, східнохристиянській традиції. Латинський відповідник — Dei Genetrix, Deipara.
- Діва (грец. Παρθένος, Parthenos; лат. Virgo) — загальнохристиянський титул, пов'язаний із чудом зачаття Христа.
- Засту́пниця (лат. Advocata) — титул Марії в католицькій та православній українській традиції.
- Королева Небес (лат. Regina Coeli, Regina Caeli) — титул Марії в західній традиції, пов'язаний із догматом про Внебовзяття. Східнохристиянський відповідник — Цариця Небесна.
- Мати Божа (грец. Μήτηρ Θε, Meter Theou; лат. Mater Dei) — титул Марії у візантійській традиції.
- Панна (грец. Δέσποινα, Despoina; лат. Domina) — латинський титул Марії.
  - Мадонна (італ. Madonna, «моя панна») — італійський титул Марії.
  - Наша Панна (фр. Notre Dame) — французький, іспанський, португальський титул Марії.
- Непоро́чна (лат. Immaculata) — титул Марії в католицькій та православній українській традиції, пов'язаний із вірою в Непорочне зачаття Діви.
- Помічниця християн (лат. Auxilium Christianorum) — у католицькій церкві.
- Свята Марія (грец. Ἁγία Μαρία, Hagia Maria; лат. Sancta Maria), Санта-Марія
- Невіста неневістна[3] — в творі Агні Парфене. Означає що Марія є діва, що відмовилася від шлюбу.

- Башта Давида
- Брама Небесна
- Діва над дівами
- Королева / Цариця ангелів
- Королева / Цариця апостолів
- Королева / Цариця всіх святих
- Королева / Цариця дів
- Королева / Цариця мучеників
- Королева / Цариця патріархів
- Королева / Цариця пророків
- Королева / Цариця родин
- Королева / Цариця сповідників
- Мати Божа
- Мати Милосердя
- Мати Милості
- Мати Христа
- Мати Церкви
- Ковчег завіту
- Ранкова Зоря
- Пресвята Марія
- Свята Діва
- Свята Марія
- Спасіння народу Риму (Salus Populi Romani)

## Народження
Відомості про народження Діви Марії не згадуються в Новому заповіті, а передані лише в апокрифічній літературі. Згідно з апокрифічним Протоєвангелієм Якова батьками Марії були Святий Йоаким і Свята Анна: пізніше так учили святі Іван Дамаскин, Григорій Ніський, Герман Константинопольський, Фульберт Шартрський та багато інших вчителів Церкви — і це стало невіддільною частиною Священного переказу.
Місцем народження, як правило, вважають Єрусалим; так стверджував Святий Софроній, і з ним погоджувався святий Іван Дамаскин.

## Вшанування
Пошана до Богородиці розвивається в християнстві поволі та, хоча його властиво треба починати вже з євангеліста Луки, все ж в перших віках християни більше цікавилися змістом нового вчення, моральною його сторінкою та організацією церкви й визначенням відносин між християнством і юдаїзмом.
Деякі юдейсько-християнські секти I століття, як, наприклад, ебіоніти, не визнавали дівоцтва Марії, і багато гностиків вважали Ісуса за Йосипового сина. Докетисти, які навчали, що Христос мав тільки уявне тіло, певна річ, не могли визнавати Божої Матері; зрештою й Несторій, патріарх константинопольський (428—431), рішуче заперечував, що Діва Марія була матір'ю Бога (Богородицею), а твердив, що вона була тільки матір'ю людини Христа (Христородицею). Ефеський собор 431 році засудив за єресь Несторія й цим поклав кінець довгій полеміці. У перший день засідань Собору величезний натовп чекав на вулиці його рішення, і, щойно воно стало відомим, усі вулиці були ілюміновані, і патріарха Кирила, головного оборонця почитання Богородиці, натовп із засвіченими смолоскипами й кадильницями проводжав через усе місто.
Шанування Божої Матері поширюється[коли?] спочатку на Близькому Сході, у Палестині, у Єгипті, звідти переходить до Італії та інших країн. Перші іконографічні зображення зустрічаємо в катакомбах Риму. Спочатку постать Божої Матері повна простоти, що межує з примітивністю. Згодом вона набирає величі та пишноти: з'являється перед вірними, як Цариця Неба в багатому вбранні та в супроводі ангелів. У Київському Софійському соборі на вівтарній стіні, що збереглася непорушно з XI ст., представлено Богородицю з піднесеними догори обома руками — це образ так званої Оранти (та, що молиться), її прообраз находиться у візантійській каплиці в Равенні (Італія), що походить із V ст. Другий образ цього типу, але не малярський, а різьбарський, знаходиться в соборі св. Марка у Венеції.
Першою церквою в Україні, присвяченою Богородиці, була Десятинна церква, яку побудував у Києві близько 986–995 років св. Володимир Великий. Назвали її «десятинною» тому, що великий князь видав на неї десяту частину своїх доходів; у ній поховано св. княгиню Ольгу, Володимирову жінку Анну, — і його самого. Хоч церква завалилася під час оборони від татарських орд Батия у 1240 році, митрополит Петро Могила частково її відбудував.

## Зовнішність і характер
За переданням Діонісія Ареопагіта та Ігнатія Богоносця, святитель Амвросій Медіоланський у творінні «Про дівоцтво» писав про Матір Божу:
|  | Вона була Дівою не тільки тілом, а й душею, смиренна серцем, обачна в словах, розсудлива, мовчазна, любителька читання, працелюбна, цнотлива в мові. Правилом Її було — нікого не ображати, всім бажати доброго, шанувати старших, не заздрити рівним, уникати хвастощів, правильно мислити, любити доброчесність. Коли Вона хоч би виразом обличчя образила батьків, коли була в незгоді з рідними? Коли погордилася перед людьми скромною, посміялася над слабкими, ухилилася від бідного? У Неї не було нічого суворого в очах, нічого необачного в словах, нічого непристойного в діях: рухи тіла скромні, хода тиха, голос рівний; так що тілесний вид Її був вираженням душі, уособленням чистоти. Всі дні Свої Вона звернула в піст: сну вдавалася тільки на вимогу потреби, але й тоді, як тіло Її відпочивало, духом Вона спала, повторюючи у сні читане, або розмірковуючи про приведення у виконання припущених намірів, або плануючи нові. З будинку виходила тільки в церкву, і то разом з рідними. Втім, Вона хоч і була поза Своїм домом в супроводі інших, але найкращим вартовим для Себе була Вона Сама; інші охороняли тільки тіло Її, а Своїх вподобань Вона дотримувалась. |

За переказами, що зберіг церковний історик Никифор Калліст (XIV ст.), Матір Божа «була середнього росту, як інші кажуть, трохи вище середнього; волосся золотаве; очі швидкі, з зіницями як би кольору оливи; брови дугоподібні та помірно чорні, ніс довгастий, уста квітучі, сповнені солодких промов; лице не кругле і не гостре, але трохи довгасте; кисті і пальці довгі… Вона в бесіді з іншими зберігала благопристойність, не сміялася, не обурювалася, особливо ж таки не гнівалась; була безкорислива, проста, Вона нітрохи про Себе не думала і, далека від зніженості, відрізнялася повним смиренням. Щодо одягів, які носила, Вона задовольнялася їх природним кольором, що ще і тепер доводить Її священний головний покров. Коротко кажучи, у всіх Її діях виявлялася особлива благодать». Никифор Калліст запозичив свій опис у святителя Єпіфанія Кіпрського.

## Останні роки життя
Дні і ночі Пресвята Богородиця проводила в молитві та нерідко приходила до Святого Гробу Господнього, кадити тут фіміам і прислоняти коліна. Вороги Спасителя не раз робили замах перешкоджати відвідувати Їй місце святе й випросили в первосвященника варту для охорони Гробу Спасителя. Але Свята Діва, ніким не зрима, продовжувала молитися перед ним. В одне з таких відвідувань Голгофи перед Нею постав Архангел Гавриїл і сповістив про Її швидке переселення з цього життя в життя Небесне, вічно блаженне. У заставу Архангел вручив Їй пальмову гілку. З Небесною звісткою повернулася Божа Матір у Вифлеєм із трьома дівами, що їй прислуговували (Сепфора, Евігеей і Зоїл). Потім Вона викликала праведного Йосифа з Ариматеї та учнів Господа, яким сповістила про Своє швидке Успіння.[джерело?] Пресвята Діва молилася також, щоб Господь послав до Неї апостола Іоанна. І Дух Святий захопив його з Ефеса, поставивши поряд з тим місцем, де лежала Матір Божа. Після молитви Пресвята Діва кадити, та Іоанн почув голос із Небес, який завершив Її молитву словом «Амінь». Божа Матір помітила, що цей голос означає швидке прибуття апостолів і Святих Сил безтілесних. Апостоли, число яких і обчислити не можна, злетілися, говорить святий Іоанн Дамаскін, подібно до хмар і орлів, щоб послужити Матері Божій. Побачивши один одного, апостоли раділи, але в подиві взаємно запитували: для чого Господь зібрав їх в одне місце? Святий Іоанн Богослов, з радісними сльозами вітаючи їх, сказав, що для Божої Матері настав час відійти до Господа. Увійшовши до Матері Божої, вони побачили як Вона благоліпно сидить на ложі, сповнена духовних радощів. Апостоли вітали Її, а потім повідали про їхнє чудове захоплення з місця проповіді. Пресвята Діва прославляла Бога, що Він почув Її молитву і виконав бажання Її серця, і почала розмову про наступну Її кончину. Під час цієї бесіди також дивним чином з'явився та апостол Павло з учнями своїми: Діонісієм Ареопагіта, дивним Єрофея, Божественним Тимофієм і іншими з-поміж 70 апостолів. Усіх їх зібрав Святий Дух, щоб вони сподобилися благословення Пречистої Діви Марії та благоліпно влаштували поховання Матері Господньої. Кожного з них Вона закликала до Себе на ім'я, благословляла і хвалила віру та їхні праці в проповідування Христового Євангелія, кожному бажала вічного блаженства й молилася з ними про світ і добрий стан всього світу.[джерело?]

## Іконографія

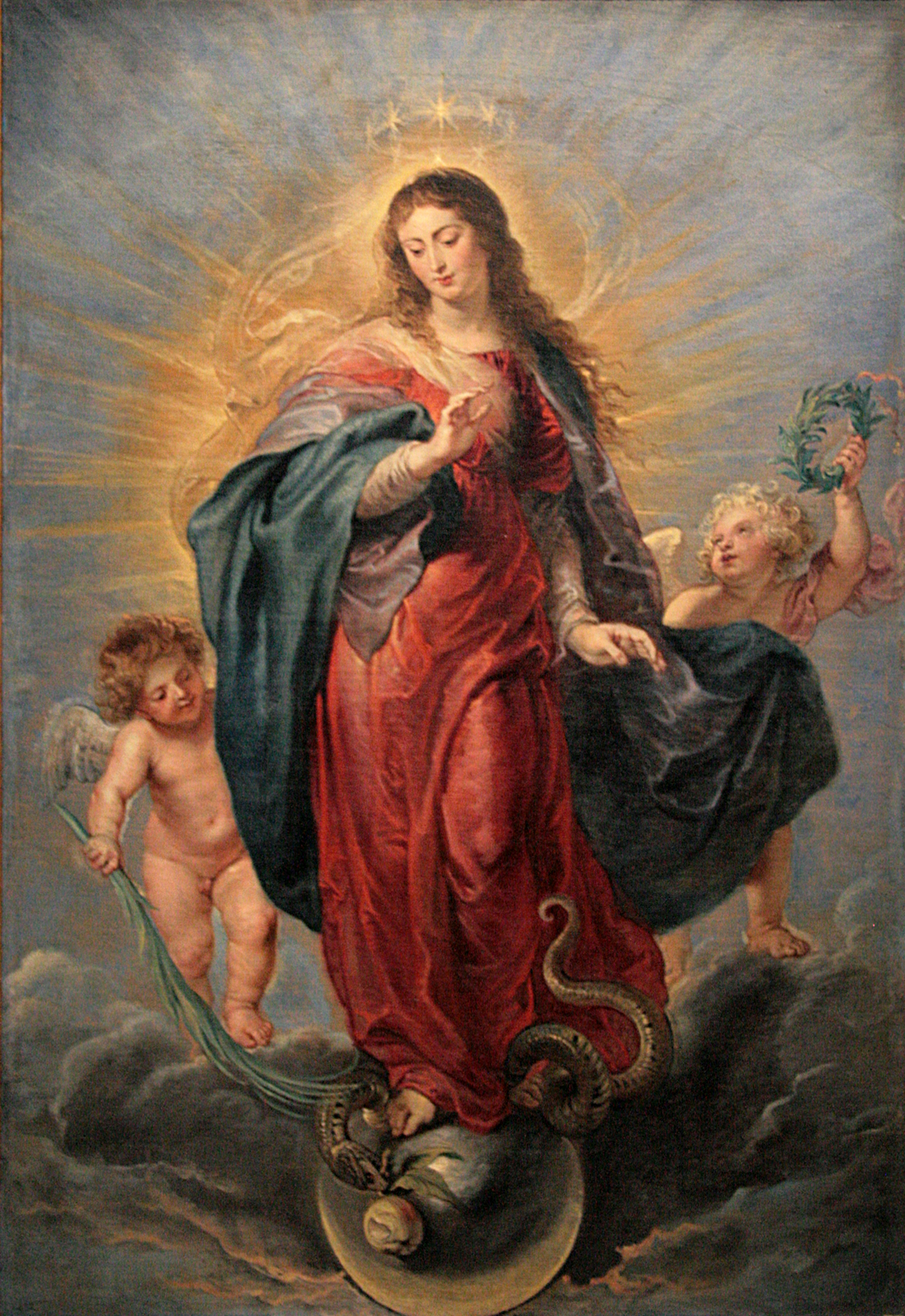
Непорочна (Пітер Пауль Рубенс, 1628—1629)

Одне з провідних місць у європейському живописі займає іконографія Діви Марії.

## Покровителька
- Велика Британія: уся Велика Британія; Вестмінстер, Гібралтар
- Іспанія: уся Іспанія; Сеговія
- Польща: уся Польща (від 1656 проголошена королевою Польщі[5]); Ченстохова
- Португалія: уся Португалія;
  - муніципалітети: Авіш, Азамбужа, Аландруал, Албуфейра, Алвіту, Алжезур, Аленкер, Аліжо, Алкасер-ду-Сал, Алтер-ду-Шан, Амадора, Ансіан, Аррайолуш, Арроншеш, Арруда-душ-Вінюш, Барранкуш, Баррейру, Барселуш, Бенавенте, Борба, Ботікаш, Браганса, Валпасуш, Віана-ду-Алентежу, Віана-ду-Каштелу, Відігейра, Візеу, Вієйра-ду-Міню, Віла-Веля-де-Родан, Віла-Вісоза, Віла-Нова-де-Фош-Коа, Віла-Реал-де-Санту-Антоніу, Віла-ду-Корву, Віла-ду-Порту, Віняйш, Гавіан, Гімарайнш, Гойш, Голеган, Грандола, Гуарда, Ешпіню, Ешпозенде, Ештремош, Іданя-а-Нова, Кадавал, Калдаш-да-Раїня, Каміня, Кампу-Майор, Карразеда-де-Ансіайнш, Карташу, Кашкайш, Каштелу-де-Віде, Каштру-Марин, Коруше, Крату, Лагоа (Азори), Лагоа (Алгарве), Лажеш-даш-Флореш, Лажеш-ду-Піку, Ламегу, Лейрія, Лоле, Лореш, Мая, Мантейгаш, Маріня-Гранде, Марван, Марку-де-Канавезеш, Масан, Машіку, Мелгасу, Мертола, Міранда-ду-Дору, Мірандела, Мойта, Монсан, Монтемор-у-Велю, Монфорте, Моншіке, Мора (Бежа), Мора (Евора), Моран, Мортагуа, Мурса, Муртоза, Назаре, Ніза, Нордеште, Одеміра, Оейраш, Олейруш, Олян, Орен, Пампільоза-да-Серра, Паредеш-де-Кора, Педроган-Гранде, Пенакова, Пенамакор, Піньєл, Повуа-де-Варзін, Повуа-де-Ланьозу, Повуасан, Понта-ду-Сол, Понте-де-Ліма, Портел, Портіман, Порту, Порту-Моніш, Порту-Санту, Пруенса-а-Нова, Редонду, Рібейра-Гранде, Рібейра-де-Пена, Ріу-Майор, Сабугал, Санта-Комба-Дан, Санта-Круш-даш-Флореш, Сатан, Сейшал, Сея, Сезімбра, Селоріку-да-Бейра, Сернансельє, Серпа, Сілвеш, Сінтра, Собрал-де-Монте-Аграсу, Созел, Табуа, Табуасу, Тавіра, Торре-де-Монкорву, Торреш-Ведраш, Транкозу, Трофа, Фару, Фафе, Феррейра-ду-Алентежу, Феррейра-ду-Зезере, Фігейра-де-Каштелу-Родригу, Фронтейра, Шавеш
  - парафії: Албергарія-да-Серра, Агін, А-душ-Кунядуш, Анжежа, Арріфана, Борраля, Вале, Вера-Круш, Гафаня-да-Енкарнасан, Гафаня-да-Назаре, Гафаня-ду-Карму, Глорія, Глорія і Вера-Круш, Ешпіньєл, Ешпіню, Ламаш-ду-Вога, Носса-Сеньора-де-Фатіма (Авейру), Піжейруш, Россаш, Сан-Жасінту, Санта-Марія-де-Ламаш, Санта-Марія-де-Сардора, Фермеду, Фіайнш
- Україна: уся Україна; українське лицарство, козацтво; Бучин, Вишгород.